# پرنده آتشین (فیلم ۲۰۲۱)
پرندهٔ آتشین (به انگلیسی: Firebird) یک فیلم درام جنگی_رمانتیک محصول سال ۲۰۲۱، به کارگردانی، نویسندگی و تهیه‌کنندگی مشترک پیتر ریبن (در اولین کارگردانی فیلم بلند خود) و تام پریور است که بر اساس رمان خاطرات سرگئی فتیسوف «داستان رومَن» ساخته شده است.
داستان فیلم که در نیروی هوایی شوروی، در طول جنگ سرد می‌گذرد، روایتگر عشق ممنوعه بین یک سرباز و یک خلبان جنگنده شوروی‌ است. پرنده آتشین اولین نمایش جهانی خود را در سی و پنجمین «جشنواره فیلم LGBTIQ+ لندن» در ۱۷ مارس ۲۰۲۱ داشت. و در ۲۹ آوریل ۲۰۲۲ توسط «Roadside Attractions» در ایالات متحده اکران شد. در این فیلم تام پریور (که در نویسندگی و تهیه‌کنندگی هم مشارکت داشت)، اولگ زاگورودنی و دایانا پوژارسکایا بازی می‌کنند.

## داستان
سِرگِی، یک سرباز جوان نیروی هوایی شوروی در روسیه است که تنها چند هفته از خدمت سربازی‌اش باقی مانده. او و دوستانش تحت کنترل شدید فرماندهان نظامی به سر می‌برند. به نظر می‌رسد که او با لوئیزا، منشی فرمانده پایگاه، رابطه عاشقانه‌ای دارد و سرگرم عکاسی است و به سختی توسط مافوقش تحمل می‌شود. او مأمور می‌شود تا به خلبان جنگنده جدید، رومَن، کمک کند تا با محل اقامتش و پایگاه آشنا شود. با وجود تهدید به حبس و مجازاتی که برای روابط همجنس‌گرایانه در رژیم شوروی وجود دارد، شور و اشتیاق غیرقابل انکاری بین آنها شکل می‌گیرد. با این وجود، آنها رابطه خود را با یکدیگر نزدیک‌تر می‌کنند و تقریباً توسط یک مامور کا‌گ‌ب کشف می‌شوند.
سرگی به رومن می‌گوید که به بازیگری خیلی علاقه دارد؛ پس رومن او را با خود به تماشای باله "پرندهٔ آتشین" ایگور استراوینسکی می‌برد. رومن، سرگی را تشویق می‌کند که به جای بازگشت به مزرعه خانواده‌اش، در مسکو در رشته تئاتر و بازیگری تحصیل کند. یک سال پس از رفتن سرگی و یافتن زندگی جدیدی در تئاتر، او به عروسی رومن و لوئیزا دعوت می‌شود. او به مراسم می‌رود ولی به سختی و ناامیدانه عشقش به رومن را حفظ می‌کند.
رومن و لوئیزا صاحب یک فرزند می‌شوند؛ اما ازدواج و رابطه آنها ساختگی است و رومن هم همچنان به سرگی فکر می‌کند. رومن همسر و پسرش را به ظاهر برای تحصیل در مسکو ترک می‌کند. ولی مخفیانه یک آپارتمان با سرگئی اجاره می‌کند و آنها با خوشحالی با هم زندگی می‌کنند و تعطیلات را با هم می‌گذرانند. تا اینکه لوئیزا و پسرشان سِریوژا برای کریسمس به مسکو می‌آیند و سرگی با شنیدن معاشقه آنها بسیار ناراحت و شرمنده می‌شود و با نوشتن نامه‌ای برای رومن او را ترک می‌کند. عشق رومن و سرگئی برای لوئیزا آشکار می‌شود. او از دست رومن و سرگئی بسیار خشمگین می‌شود و رومن را را همراه با پسرشان ترک می‌کند.
بعد از این ماجرا، رومن می‌رود تا در جنگ شوروی در افغانستان شرکت کند و در آنجا کشته می‌شود. پس از مرگش، سرگی به دیدار لوئیزا می‌رود که هنوز از دست او بسیار ناراحت است و از او می‌خواهد که درکش کند و او را ببخشد. او به زندگی خود به عنوان یک بازیگر در مسکو ادامه می‌دهد. در آخرین سکانس، سرگی در حال تماشای باله پرندهٔ آتشین، همان نمایشی‌ که زمانی رومن او را با آن آشنا کرده بود، در حالی که اشک می‌ریزد دیده می‌شود.

## بازیگران
- تام پریور در نقش سرگی سربرنیکوف
- اولگ زاگورودنی در نقش رومن ماتویف
- دیانا پوژارسکایا در نقش لوئیزا
- جیک توماس هندرسون در نقش ولودجا
- مارگوس پرانگل در نقش سرگرد زورف
- نیکلاس وودسون در نقش سرهنگ کوزنتسوف
- استر کونتو در نقش ماشا
- کاسپار ولبرگ در نقش خلبان سلنوف
- سرگی لاورنتف در نقش استاد نمایش
- راسموس کالجوجرو در نقش خلبان
- لوری مایزپ در نقش خلبان
- کارل آندریاس کالمت در نقش خلبان
- ولادیمیر نادین در نقش سرباز وظیفه جوان
- مارکوس لویک در نقش گروهبان جنیس

## ساخت
پیتر ریبن اولین بار در سال ۲۰۱۴ با داستان «Firebird» آشنا شد، زمانی که سرگی لاورنتیف، منتقد و بازیگر سینما، نسخه‌ای از داستان رومن اثر سرگی فتیسوف را به او داد.
ریبن با تام پریور، بازیگر و فیلمنامه‌نویس که قبلا در چند فیلم دیگر هم ایفای نقش کرده بود، شروع به همکاری کرد. ریبن و پریور با سرگی فتیسوف (نویسنده کتاب) در سال ۲۰۱۷ و قبل از مرگش مصاحبه کردند تا موارد و جزئیات لازم برای تولید هرچه بهتر فیلم را به دست آورند.
پریور در همان ابتدا و پیش از درگیر شدن در روند نوشتن فیلم‌نامه، برای بازی در نقش سرگی سربرنیکوف انتخاب شد. سپس اولگ زاگورودنی، بازیگر اوکراینی، برای ایفای نقش رومن ماتویف انتخاب شد. زاگورودنی که پیش از آن تنها در چند اثر روسی حضور داشته بود و با وجود تسلط محدود خود به زبان انگلیسی، در مورد ایفای این نقش مردد بود.
زمانی که ریبن در مسکو بود، با دیانا پوژارسکایا، بازیگر و رقصنده روسی روبرو شد و تحت‌تاثیر قرار گرفت. به اعتقاد او، دیانا توانایی مناسبی برای بازی در این نقش داشت. ریبن معتقد است:
نود درصد از هنر یک کارگردان در انتخاب بازیگر است! اگر شخصیت مناسبی با انرژی مناسب برای ایفای نقشش را انتخاب کنید، شروع خوبی خواهید داشت.

## نمایش
این فیلم اولین نمایش جهانی خود را در سی و پنجمین جشنواره فیلم لندن LGBTIQ+ در ۲۰۲۱ انجام داد.
همچنین در چهل و سومین جشنواره بین‌المللی فیلم مسکو در ۲۴ آوریل ۲۰۲۱، چهل و پنجمین فریم‌لاین: جشنواره بین‌المللی فیلم LGBTQ+ سان فرانسیسکو در ۲۷ ژوئن ۲۰۲۱، چهل و دومین جشنواره بین‌المللی فیلم دوربان در ۲۳ ژوئیه ۲۰۲۱ و سی و نهمین جشنواره فیلم Outfest لس آنجلس (بخش ال‌جی‌بی‌تی) در ۲۱ اوت ۲۰۲۱، نمایش داده شد.
اولین نمایش آسیایی این فیلم در سی و دومین جشنواره بین‌المللی فیلم هنگ‌کنگ (بخش همجنسگرایان) در ۱۷ سپتامبر ۲۰۲۱ برگزار شد.
در ۲۲ فوریه ۲۰۲۲، اعلام شد که پیتر ریبن، کارگردان فیلم، حق پخش فیلم را برای ایالات متحده به شرکت «Roadside Attractions»، با اکران محدود آن در سینما در ۲۹ آوریل ۲۰۲۲، اعطا کرده است.

## بازخورد
در وب‌سایت جمع‌آوری نقد راتن تومیتوز که نظرات را فقط به عنوان مثبت یا منفی طبقه‌بندی می‌کند، ۵۵ درصد از ۴۹ بررسی مثبت هستند که به معنای میانگین امتیاز ۵/۶۰ است.
در متاکریتیک، فیلم بر اساس ۱۱ منتقد، میانگین وزنی امتیاز ۴۹ از ۱۰۰ را دارد که نشان‌ دهنده «نقد‌های مختلط یا متوسط» است.
رندی مایرز در بررسی خود برای خبرگزاری San Jose Mercury» News» گفت:
«این یک ملودرام درخشان و درجه یک است که با شور و شوق اوج می‌گیرد و با ارزش‌های تولیدی قوی، اجراهای صمیمانه و کشش داستانی که به مقاصد غیرمنتظره سفر می‌کنند، ارتقا می‌یابد.»
در روزنامه دیلی میرور بریتانیا، لوئیس نایت گفت: «این به هیچ وجه یک عاشقانه کوئیر انقلابی نیست، بلکه یک داستان عاشقانه درخشان با اعتقاد و تراژدی واقعی تاریخی است».

## جوایز
این فیلم توانست در چهل و پنجمین جشنواره بین‌المللی فیلم سان فرانسیسکو (بخش ال‌جی‌بی‌تی) جایزه افتخاری "بهترین فیلم سال" را دریافت کند. لیست نامزدی‌ها و جوایز:
| جسنواره                                      | بخش                                                  | نامزد(ها)                                       | نتیجه  | منبع |
| -------------------------------------------- | ---------------------------------------------------- | ----------------------------------------------- | ------ | ---- |
| جشنواره بین المللی آستین فیلم‌های گی و لزبین  | فیلم بلند                                            | پیتر رابن\| برنده                               | [ ۱۵ ] |      |
| جشنواره بین‌المللی فیلم کلیولند               | مسابقه فیلم اروپای مرکزی و شرقی یادبود جورج گوند سوم | نامزد شده                                       | [ ۱۶ ] |      |
| FilmOut سن دیگو                              | بهترین روایت                                         | پیتر رابن، تام پریور، بریگیتا روزنبریکا\| برنده | [ ۱۷ ] |      |
| FilmOut سن دیگو                              | بهترین کارگردان                                      | برنده                                           | [ ۱۷ ] |      |
| FilmOut سن دیگو                              | Best Actor                                           | برنده                                           | [ ۱۷ ] |      |
| جشنواره بین المللی فیلم LGBTQ+ سان فرانسیسکو | Best First Feature: Honorable Mention                | برنده                                           | [ ۱۸ ] |      |
| جشنواره بین المللی فیلم LGBTQ+ سان فرانسیسکو | اولین فیلم برجسته                                    | نامزد شده                                       | [ ۱۸ ] |      |
| جشنواره فیلم Key West                        | بهترین فیلم ال‌جی‌بی‌تی                                 | برنده                                           | [ ۱۹ ] |      |

## جستار‌های وابسته
- داستان رومن
- ارتش شوروی
- همجنس‌گرایی
- ال‌جی‌بی‌تی